# East Coast Swing
East Coast Swing är ett slags dans, men det är även en musikstil. Dansstilen utvecklades från Lindy hop genom arbetet vid Arthur Murray dansstudior på 1940-talet.